# Chocómyrfågel
Chocómyrfågel (Hafferia zeledoni) är en fågel i familjen myrfåglar inom ordningen tättingar.

## Utseende och läte
Chocómyrfågeln är en rätt stor och knubbig myrfågel. Hanen är helsvart och honab helt mörkbrun. Enda tydliga kännetecknet är bar ljusblå hud runt ögat hos båda könen. Sången är ljudlig, en serie med jämna visslade toner.

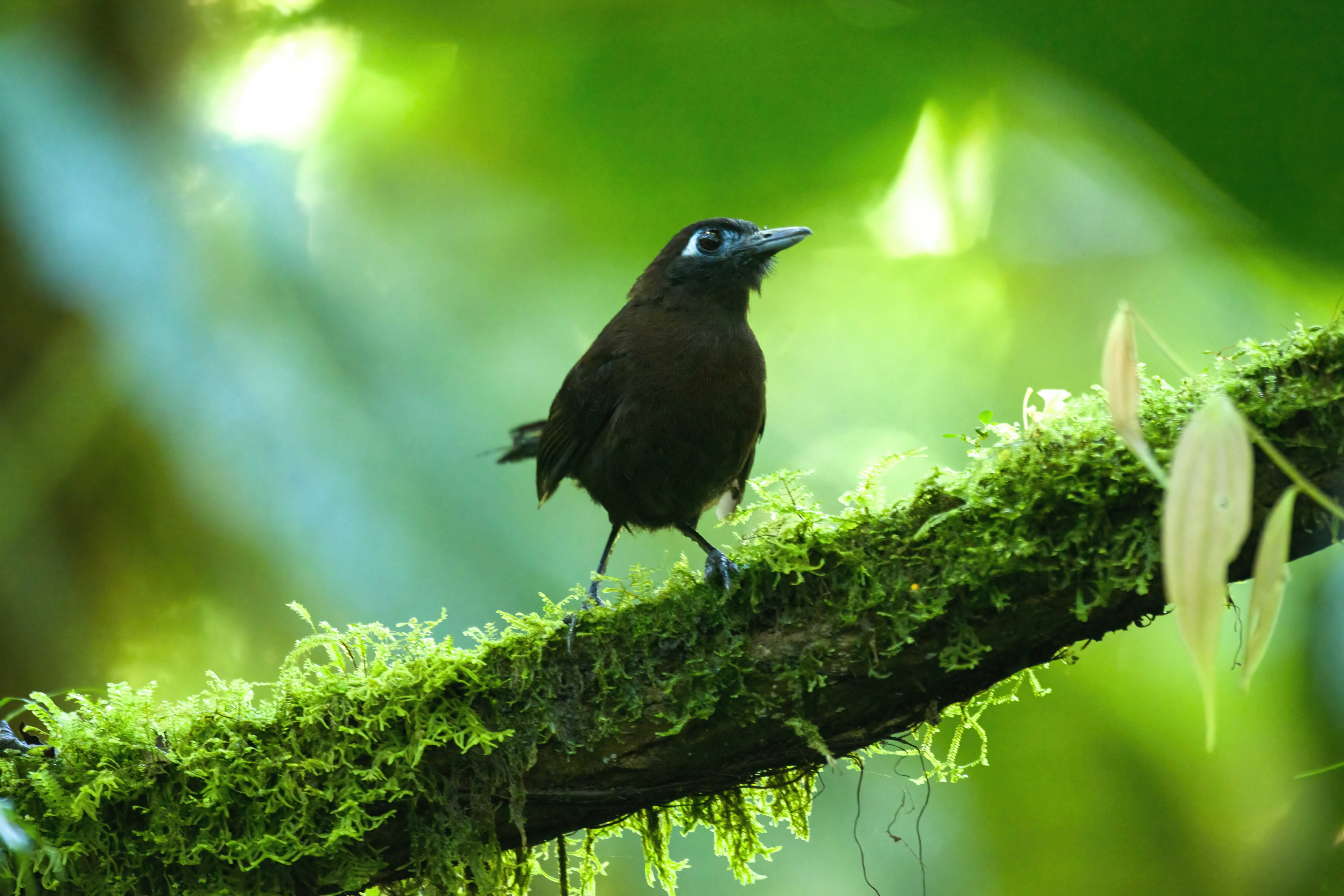

## Utbredning och systematik
Chocómyrfågel delas upp i två distinkta underarter med följande utbredning:
- Hafferia zeledoni zeledoni – nordvästra Costa Rica till västra Panama
- Hafferia zeledoni berlepschi – östra Panama (Darién) till västra Colombia och västra Ecuador

### Släktestillhörighet
Chocómyrfågeln placerades tidigare i Myrmeciza. Genetiska studier från 2013 visade docl att det släktet är polyfyletisk, varvid chocómyrfågel flyttades till det nyskapade släktet Hafferia tillsammans med sotmyrfågel och blåtyglad myrfågel.

## Levnadssätt
Chocómyrfågeln hittas vanligen i par i mörk undervegetion inne i skogar. Ibland slår den följe med kringvandrande artblandade flockar eller besöker svärmande vandringsmyror för att fånga föda som de skrämmer upp i sin framfart.

## Status och hot
Arten har ett stort utbredningsområde, men tros minska i antal, dock inte tillräckligt kraftigt för att den ska betraktas som hotad. Internationella naturvårdsunionen IUCN listar arten som livskraftig (LC). Beståndet uppskattas till i storleksordningen 50 000 till en halv miljon vuxna individer.

## Namn
Fågelns vetenskapliga artnamn hedrar José Castulo Zeledón (1846-1923), costaricansk affärsman, naturforskare och samlare av specimen. Fram tills nyligen kallades den chocómyrfågel även på svenska, men justerades 2022 till ett enklare och mer informativt namn av BirdLife Sveriges taxonomikommitté.